# Carmignano
Carmignano é uma comuna italiana da região da Toscana, província de Prato, com cerca de 11 784 habitantes. Estende-se por uma área de 38 km², tendo uma densidade populacional de 310 hab/km². Faz fronteira com Capraia e Limite (FI), Lastra a Signa (FI), Montelupo Fiorentino (FI), Poggio a Caiano, Prato, Quarrata (PT), Signa (FI), Vinci (FI).

## Demografia
| Variação demográfica do município entre 1861 e 2011                               |
|                                                                                   |
| Fonte: Istituto Nazionale di Statistica (ISTAT) - Elaboração gráfica da Wikipedia |